# Na odnoj planete
Na odnoj planete (На одной планете) è un film del 1965 diretto da Il'ja Saulovič Ol'švanger.